# Aleksander Wojciechowski (trener)
Aleksander Wojciechowski (ur. 25 grudnia 1949 w Poznaniu) – polski trener wioślarstwa, który doprowadził czwórkę podwójną Adam Korol-Marek Kolbowicz-Konrad Wasielewski-Michał Jeliński do czterokrotnego mistrzostwa świata (2005, 2006, 2007, 2009) i złotego medalu olimpijskiego na Igrzyskach Olimpijskich w Pekinie (2008). Najlepszy trener w Polsce w Plebiscycie Przeglądu Sportowego w 2008.

## Życiorys
Od 1967 uprawiał wioślarstwo w klubie Tryton Poznań, pływał w ósemce i czwórce bez sternika. Ukończył studia na Akademii Wychowania Fizycznego w Poznaniu. Następnie pracował jako trener, najpierw w Trytonie, a od 1982 w AZS AWF Poznań. Przed Igrzyskami Olimpijskimi w Barcelonie (1992) współpracował z Bogdanem Gryczukiem jako trenerem polskiej olimpijskiej kadry kobiecej. W 1997 został trenerem męskiej reprezentacji Polski. Jego pierwszym sukcesem był brązowy medal dwójki podwójnej Marek Kolbowicz-Adam Korol w mistrzostwach świata w 1998. W 2001 stworzył czwórkę podwójną Adam Korol-Marek Kolbowicz-Adam Bronikowski-Sławomir Kruszkowski, która sięgnęła po wicemistrzostwo (2002) i brązowy medal (2003) mistrzostw świata, a medal olimpijski na igrzyskach w Atenach przegrała o 0,07 sekundy, zajmując czwarte miejsce. Po tej ostatniej przegranej stworzył kolejną osadę w czwórce podwójnej Korol-Kolbowicz-Jeliński-Wasielewski i poprowadził ją do trzech kolejnych tytułów mistrza świata (2005, 2006, 2007) oraz złotego medalu olimpijskiego w 2008. Ten ostatni sukces przyniósł mu laur trenera roku w Plebiscycie Przeglądu Sportowego oraz wybór na najlepszego trenera wioślarstwa przez Międzynarodową Federację Wioślarską. W 2009 jego osada zdobyła czwarte mistrzostwo świata.
Jest laureatem Wielkiej Honorowej Nagrody Sportowej za 2009 rok.
Jest mężem byłej wioślarki Haliny Roszak i ojcem dwóch wioślarzy-olimpijczyków Michała i Adama, których również trenował. Starty synów w kadrze przyniosły mu przydomek "Tata".

## Odznaczenia
- Krzyż Oficerski Orderu Odrodzenia Polski (2024)[2][3]
- Krzyż Kawalerski Orderu Odrodzenia Polski (2008)[4]